# شنگلی بالا
شنگلی بالا (به انگلیسی: Shingli Bala) یک منطقهٔ مسکونی در پاکستان است که در خیبر پختونخوا واقع شده‌است. شنگلی بالا ۱٬۰۱۰ متر بالاتر از سطح دریا واقع شده‌است.